# Lönneberga distrikt
Lönneberga distrikt är ett distrikt i Hultsfreds kommun och Kalmar län. 
Distriktet ligger nordväst om Hultsfred. 

## Tidigare administrativ tillhörighet
Distriktet inrättades 2016 och utgörs av en del av området som Hultsfreds köping omfattade till 1971, delen som före 1969 utgjorde socknen Lönneberga.
Området motsvarar den omfattning Lönneberga församling hade vid årsskiftet 1999/2000.